# Trichodectidae
Trichodectidae es una familia de piojo en el orden Psocodea. Sus especies son parásitos de mamíferos.

## Géneros
Los siguientes 19 géneros están reconocidos:
- Bovicola Ewing, 1929
- Cebidicola Bedford, 1936
- Damalinia Mjöberg, 1910
- Dasyonyx Bedford, 1932
- Eurytrichodectes Stobbe, 1913
- Eutrichophilus Mjöberg, 1910
- Felicola Ewing, 1929
- Geomydoecus Ewing, 1929
- Lutridia Kéler, 1938
- Neotrichodectes Ewing, 1929
- Paratrichodectes Lyal, 1985
- Procavicola Bedford, 1932
- Procaviphilus Bedford, 1932
- Protelicola Bedford, 1932
- Stachiella Kéler, 1938
- Thomomydoecus Price & Emerson, 1972
- Trichodectes Nitzsch, 1818
- Tricholipeurus Bedford, 1929
- Werneckodectes Conci, 1946